# Linderter und Stamstorfer Holz
Linderter und Stamstorfer Holz este o arie protejată (sit de importanță comunitară — SCI) din Germania întinsă pe o suprafață de 105,06 ha, integral pe uscat.

## Localizare
Centrul sitului Linderter und Stamstorfer Holz este situat la coordonatele 52°16′12″N 9°40′58″E / 52.27°N 9.6828°E.

## Înființare
Situl Linderter und Stamstorfer Holz a fost declarat sit de importanță comunitară în ianuarie 2005 pentru a proteja 3 specii de animale.

## Biodiversitate
Situată în ecoregiunea atlantică, aria protejată conține 3 habitate naturale: Fânețe de joasă altitudine (Alopecurus pratensis, Sanguisorba officinalis), Păduri de fag Asperulo-Fagetum, Păduri de stejar sau de stejar și carpen sub-atlantice și medio-europene de Carpinion betuli.
La baza desemnării sitului se află mai multe specii protejate:
- amfibieni (1): triton cu creastă (Triturus cristatus)
- mamifere (2): liliac cu urechi mari (Myotis bechsteinii), liliac comun (Myotis myotis)